# Dipartimento dell'istruzione
Il Dipartimento dell'istruzione è il dipartimento ministeriale devoluto dell'Irlanda del Nord responsabile dell'istruzione, della gioventù e della formazione.
La posizione è occupata da Peter Weir dall'11 gennaio 2020.

## Storia
A seguito del referendum del 23 maggio 1998 sull'accordo del Venerdì Santo e del Royal Assent al Northern Ireland Act 1998 del 19 novembre, sono istituiti dal governo laburista del Primo ministro Tony Blair un'assemblea e un esecutivo. Questo processo, noto come devoluzione, persegue l'obiettivo di conferire all'Irlanda del Nord il proprio potere legislativo.
Nel dicembre 1999, sulla base del Northern Ireland Act, il decreto sui dipartimenti dell'Irlanda del Nord istituisce il Dipartimento dell'Istruzione.
Tra il 12 febbraio e il 30 maggio 2000 e dal 15 ottobre 2002 all'8 maggio 2007, la devoluzione è stata sospesa e il dipartimento è stato sottoposto all'amministrazione diretta di un ministro dell'ufficio per l'Irlanda del Nord, che costituisce uno dei dipartimenti governativi del Regno Unito.

## Funzioni

### Responsabilità
Il dipartimento è responsabile delle politiche nelle aree:
- dell'educazione prescolare;
- dell'istruzione primaria, post-primaria, speciale;
- della gioventù;
- delle relazioni tra cittadini e scuola;
- della formazione degli insegnanti e dei salari

D'altro canto, tutto ciò che riguarda l'istruzione superiore, la formazione professionale e la formazione continua è di competenza del Dipartimento dell'economia.

### Organizzazioni
Tramite l'Ispettorato per l'istruzione e la formazione, il dipartimento valuta e riferisce sulla qualità dell'insegnamento, nonché sulla formazione e l'educazione nell'Irlanda del Nord. Inoltre, l'amministrazione del sistema educativo è delegata a cinque comitati di istruzione e biblioteche con competenza subregionale, istituiti dal dipartimento.

## Ministri dell'istruzione
|                 | Ministri          | Immagine | Partito   | Inizio          | Fine             |
| --------------- | ----------------- | -------- | --------- | --------------- | ---------------- |
|                 | Martin McGuinness |          | Sinn Féin | 2 dicembre 1999 | 11 febbraio 2000 |
| Ufficio sospeso |                   |          |           |                 |                  |
|                 | Martin McGuinness |          | Sinn Féin | 30 maggio 2000  | 14 ottobre 2002  |
| Ufficio sospeso |                   |          |           |                 |                  |
|                 | Caitríona Ruane   |          | Sinn Féin | 8 maggio 2007   | 5 maggio 2011    |
|                 | John O'Dowd       |          | Sinn Féin | 16 maggio 2011  | 25 maggio 2016   |
|                 | Peter Weir        |          | DUP       | 25 maggio 2016  | 2 marzo 2017     |
|                 | Peter Weir        |          | DUP       | 11 gennaio 2020 | in carica        |